# Anders Sallberg
Anders Sallberg, född 1 mars 1764 i Landeryds församling, död 14 mars 1827 i Skärkinds församling, Östergötlands län, var en svensk präst.

## Biografi
Anders Sallberg föddes 1764 i Landeryds församling. Han var son till ryttaren Måns Sallberg och Christina Andersdotter på Sviestad. Sallberg studerade i Linköping och blev höstterminen 1783 student vid Uppsala universitet. Han prästvigdes 7 april 1789 i Storkyrkan i Stockholm och blev 27 mars 1783 generalguvernmentspredikant i Stralsund. Den 1 mars 1796 blev han lärare i svenska för prins Gustaf och hans syster prinsessan Lovisa Charlotta av Mecklenburg-Schwerin. Han blev kungliga hovpredikant 31 mars 1796 och avlade pastoralexamen 10 april 1797. Sallberg blev 1798 brunnspredikant på Medevi brunn och 3 oktober 1798 kyrkoherde i Österåkers församling. Han blev 1805 prost och 8 maj 1816 kyrkoherde i Skärkinds församling, tillträdde 1817. Han avled 1827 i Skärkinds församling.

### Familj
Sallberg gifte sig första gången 1800 med Ulrica Sophia Corin. Hon arbetade som kammarfru hos kronprins Gustaf.
Sallberg gifte sig andra gången 17 mars 1805 med Carolina Fredrica Gyllenram (1780–1867). Hon var dotter till kaptenen Adolph Gyllenram och Metta Christina von Roxendorff. De fick tillsammans barnen rektorn Carl Adolph Sallberg vid Vimmerby trivialskola, kaptenen Gustaf Magnus Sallberg (1808–1855) vid Första livgrenadjärregementet, bankdirektören Anders Fredric Sallberg (1810–1883) i Landskrona och Carolina Fredrica Christina Sallberg som var gift med kyrkoherden Anders Gabriel Strömmenberg i Örtomta församling.